# Перрис, Иоаннис
Иоаннис Перрис (10.10.1916 г., Греция — 20.08.2006 г., Греция) — католический прелат, архиепископ Наксоса, Андроса, Тиноса и Миконоса с 24 октября 1960 года по 29 апреля 1993 год.

## Биография
Иоаннис Перрис родился 10 октября 1916 года в Греции. После получения богословского образования был рукоположён 23 марта 1940 года в священника.
24 октября 1960 года Римский папа Иоанн XXIII назначил Иоанниса Перриса архиепископом Наксоса, Андроса, Тиноса и Миноса. 12 января 1961 года состоялось рукоположение Иоанниса Перриса в епископа, которое совершил епископ Сироса и Милоса Георгий Ксенопулос в сослужении с афинским архиепископом Бенедиктосом Принтезисом и епископом апостольского экзарахата Греции Иакинтосом Гадом.
С 1961 по 1964 год Иоаннис Перрис участвовал в работе I, II, III и IV сессиях II Ватиканского собора.
C 1961 по 1993 год был апостольским администратором епархии Хиоса.
29 апреля 1993 года вышел на пенсию.
20 августа 2006 года Иоаннис Перрис скончался.